# Grigori Vlasov
Grigori Sergejevitsj Vlasov (Russisch: Григорий Сергеевич Власов; Sverdlovsk, RSFSR, Sovjet-Unie, 15 augustus 1984) is een voormalig Russisch professioneel tafeltennisser. Hij speelt rechtshandig met de shakehandgreep.